# Gilbert Bostsarron
Gilbert Bostsarron, alias Claude, Caius, Stéphan (Saint-Galmier, 31 août 1903 - Bondues, 20 janvier 1944), industriel et résistant français, membre du réseau Cohors et du mouvement Libération-Nord.
Directeur de la  Société Franco-Belge, constructeur de matériel ferroviaire à Raismes sous contrôle allemand pendant la guerre, il anime le groupe de résistants Cohors du département du Nord et recrute au sein de sa propre usine des agents de renseignements et de sabotages.
Arrêté le 14 décembre 1943 à Raismes, il sera fusillé au fort de Bondues le 20 janvier 1944, ainsi que ses agents Edmond Leclercq (dit Achille), Claie et Dick. Jean Bantigny, Pierre Houriez et Jean Lechantre prendront la relève pour le secteur de Valenciennes.